# Fuipiano Valle Imagna
Fuipiano Valle Imagna – miejscowość i gmina we Włoszech, w regionie Lombardia, w prowincji Bergamo.
Według danych na styczeń 2009 gminę zamieszkiwały 223 osoby przy gęstości zaludnienia 53,1 os./1 km².